# Ariane Ascaride

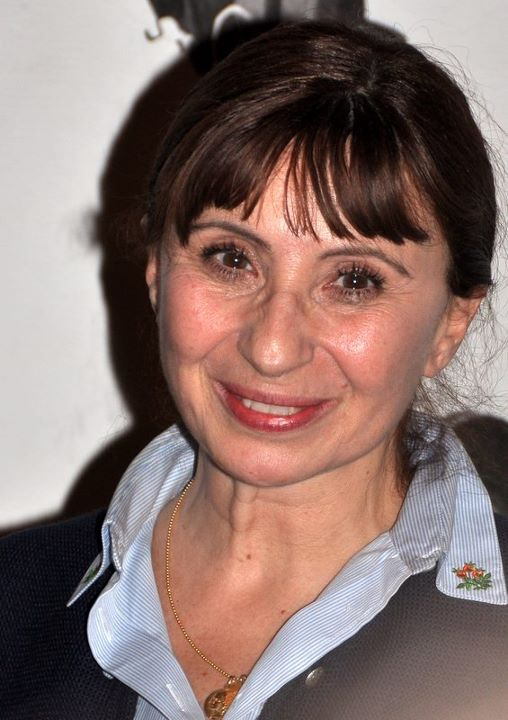
Ariane Ascaride 2012

Ariane Ascaride (* 10. Oktober 1954 in Marseille) ist eine französische Schauspielerin.

## Leben
Ascaride wurde in Marseille als Tochter eines Italieners und einer Französin geboren. Ihr Vater arbeitete als Vertreter für L’Oréal und spielte Amateurtheater, wodurch seine Tochter erstmals mit dem Theater in Berührung kam. Ascarides Brüder sind der Schauspieler, Autor und Regisseur Pierre Ascaride und der Schriftsteller Gilles Ascaride. Sie studierte zunächst Soziologie auf der Universität in Aix-en-Provence, wo sie Robert Guédiguian kennenlernte. Sie wurde seine Ehefrau und Muse.
Ascaride besuchte das Conservatoire national supérieur d’art dramatique in Paris, wo sie bei Antoine Vitez und Marcel Bluwal Unterricht nahm, und das sie 1979 abschloss. In den 1970er-Jahren debütierte sie in einem Stück ihres Bruders Pierre Ascaride am Theater. Es folgten erste kleinere Filmauftritte, darunter 1977 eine Nebenrolle in René Férets La communion solennelle. Ab den 1980er-Jahren trat sie in Filmen ihres Ehemanns Guédiguian in Erscheinung. Bis heute übernahm sie in jedem seiner Filme eine Rolle. Ihren großen Durchbruch hatte Ascaride 1998 in Guédiguians Film Marius und Jeannette – Eine Liebe in Marseille, für den sie mit dem César als Beste Hauptdarstellerin ausgezeichnet wurde.
Sie war nun auch in Filmen anderer Regisseure zu sehen, so in Éléonore Fauchers Die Perlenstickerinnen (2004) in der Rolle der Mme. Mélikian, für die sie 2005 für einen César in der Kategorie Beste Nebendarstellerin nominiert wurde. In der Verfilmung Die Eleganz der Madame Michel (2009) von Mona Achache, die auf dem Roman Die Eleganz des Igels von Muriel Barbery beruht, übernahm Ascaride die Rolle der Manuela Lopez. Weitere Filme unter der Regie ihres Ehemanns Guédiguian folgten, so Le voyage en Arménie (2006), in dem sie auftrat und erstmals auch am Drehbuch mitschrieb. Für ihre Darstellung der Sylvie Benar in Guédiguians Gloria Mundi wurde Ascaride 2019 auf den Internationalen Filmfestspielen von Venedig mit der Coppa Volpi als Beste Darstellerin ausgezeichnet.
Im Jahr 2006 war Ascaride Mitglied der Jury des Filmfestivals Premiers plans in Angers und stand 2009 als Präsidentin der Jury des Filmfestivals Cinemed in Montpellier vor.
Ascaride tritt neben ihrer Filmarbeit regelmäßig am Theater auf und war unter anderem in mehreren Inszenierungen des Théâtre du Rond-Point zu sehen. Häufig arbeitete sie unter der Regie ihres Bruders Pierre Ascaride. Im Januar 2021 veröffentlichte Ascaride mit Bonjour Pa’. Lettres au fantôme de mon père ihr erstes Buch.

## Filmografie
| - 1976: Antoine Vitez s’amuse avec Claudel et Brecht - 1977: La communion solennelle - 1980: À vendre - 1980: Retour à Marseille - 1981: L’inspecteur mène l’enquête, Folge Guitare brisée (TV-Serie) - 1981: Les amours des années folles, Folge Le trèfle à quatre feuilles (TV-Serie) - 1981: Der letzte Sommer (Dernier été) - 1982: L’apprentissage de la ville (TV) - 1982: Mozart (TV-Mehrteiler) - 1983: Vive la sociale! - 1985: Ki lo sa? - 1985: Rouge midi - 1989: Dieu vomit les tièdes - 1990: Le coupeur d’eau - 1990: L’ami Giono: Jofroi de la Maussan (TV) - 1990: L’ami Giono: Onorato (TV) - 1993: Geld allein macht glücklich (L’argent fait le bonheur) - 1993: Wer kriegt denn hier ein Baby? (Grossesse nerveuse) - 1995: Auf das Leben, auf den Tod (À la vie, à la mort!) - 1997: L’autre côté de la mer - 1997: Marius und Jeannette – Eine Liebe in Marseille (Marius et Jeannette) - 1998: Nadia und der große Streik (Retiens la nuit) - 1998: Le serpent a mangé la grenouille - 1998: Die Farbe des Herzens (À la place du cœur) - 1999: De mère inconnue (TV) - 1999: Nadia et les hippopotames - 1999: Calino Maneige - 1999: Paddy - 1999: In schlechter Gesellschaft (Mauvaises fréquentations) - 2000: Felix (Drôle de Félix) - 2000: Nag la bombe - 2000: À l’attaque! - 2000: Die Stadt frisst ihre Kinder (La ville est tranquille) - 2001: Marie-Jo und ihre zwei Liebhaber (Marie-Jo et ses deux amours) | - 2002: Lulu - 2002: Mein wahres Leben in der Provinz (Ma vraie vie à Rouen) - 2003: Le ventre de Juliette - 2004: Die Perlenstickerinnen (Brodeuses) - 2004: Mon père est ingénieur - 2004: Le thé d’Ania - 2005: Miss Montigny - 2005: Code 68 - 2005: Vénus & Apollon, Folge Soin remanence (TV-Serie) - 2006: Tapetenwechsel (Changement d’adresse) - 2006: Le voyage en Arménie - 2006: L’année suivante - 2008: Lady Jane - 2009: L’armée du crime - 2009: Die Eleganz der Madame Michel (Le hérisson) - 2010: George et Fanchette (TV) - 2010: Roses à crédit (TV) - 2010: Fracture (TV) - 2011: Les mauvais jours (TV) - 2011: Der Schnee am Kilimandscharo (Les neiges du Kilimandjaro) - 2011: Die Kunst zu lieben (L’art d’aimer) - 2011: Nathalie küsst (La délicatesse) - 2012: Divorce et fiançailles (TV) - 2013: Fanny - 2013: Ein ganz anderes Leben (Une autre vie) - 2013: C’est pas de l’amour - 2014: Café Olympique – Ein Geburtstag in Marseille (Au fil d’Ariane) - 2014: Die Schüler der Madame Anne (Les héritiers) - 2015: L’amour ne pardonne pas - 2015: Eine verrückte Geschichte (Une histoire de fou) - 2016: Der Himmel wird warten (Le ciel attendra) - 2017: Das Haus am Meer (La villa) - 2019: Gloria Mundi – Rückkehr nach Marseille (Gloria Mundi) - 2021: Les héroïques - 2022: Interdit aux chiens et aux Italiens (Stimme) - 2023: Sous le tapis |

## Auszeichnungen
Ehrungen

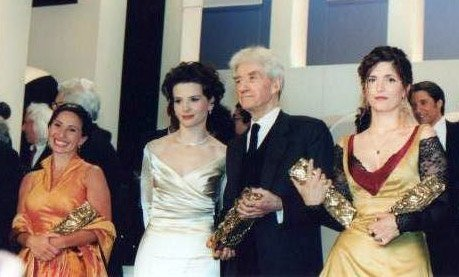
Ariane Ascaride (li.) bei der Verleihung der Césars im Jahr 1998

- 2015: Kommandeur des Ordre des Arts et des Lettres[9]

Preise und Nominierungen
- 1998: César, Beste Hauptdarstellerin, für Marius und Jeannette – Eine Liebe in Marseille
- 1999: Auszeichnung als Mejor Actriz Extranjera („Beste internationale Schauspielerin“), Sant Jordi Awards, für Marius und Jeannette – Eine Liebe in Marseille
- 2000: Auszeichnung als Beste Schauspielerin, Semana Internacional de Cine de Valladolid, für Die Stadt frisst ihre Kinder
- 2000: Nominierung Europäischer Filmpreis, Beste Darstellerin, für Die Stadt frisst ihre Kinder
- 2002: Nominierung Europäischer Filmpreis, Beste Darstellerin, für Marie-Jo und ihre zwei Liebhaber
- 2003: César-Nominierung, Beste Hauptdarstellerin, für Marie-Jo und ihre zwei Liebhaber
- 2005: César-Nominierung, Beste Nebendarstellerin, für Die Perlenstickerinnen
- 2012: César-Nominierung, Beste Hauptdarstellerin, für Der Schnee am Kilimandscharo
- 2019: Coppa Volpi in der Kategorie Beste Darstellerin, Internationale Filmfestspiele von Venedig 2019, für Gloria Mundi